# Kościół Niepokalanego Poczęcia Najświętszej Maryi Panny w Nowej Wsi Wielkiej
Kościół Niepokalanego Poczęcia Najświętszej Maryi Panny w Nowej Wsi Wielkiej – kościół położony w Nowej Wsi Wielkiej, którego patronką jest Niepokalane Poczęcie Najświętszej Maryi Panny.

## Położenie
Kościół znajduje się po wschodniej stronie drogi krajowej nr 25, w centralnej części wsi Nowa Wieś Wielka, gmina Nowa Wieś Wielka, powiat bydgoski, w odległości ok. 20 km od miasta Bydgoszczy.

## Historia
W latach 1867–1868 miejscowa gmina ewangelicka wybudowała w Nowej Wsi Wielkiej zbór ewangelicki w stylu neogotyckim. Na południowy wschód od kościoła wzniesiono tzw. pastorówkę. Ewangelicy stanowili wówczas przytłaczającą większość mieszkańców tego rejonu. Zakup gruntu i budowa kościoła finansowany był z funduszy własnych gminy, z dotacji bydgoskiego urzędu rejencyjnego, we współpracy z bydgoskim urzędem budowlanym. W 1897 r. świątynię wyposażono w funkcjonujące do dziś organy i nieco później w dzwon.
Po włączeniu wsi do odrodzonej Rzeczypospolitej w 1920 r. zmieniły się stosunki ludnościowe i społeczne. Pojawiła się potrzeba powołania nowej parafii rzymskokatolickiej w Nowej Wsi Wielkiej, co miało znaczenie dla odwrócenia skutków germanizacji oraz spełnienia życzeń miejscowej społeczności polskiej.
3 lipca 1925 r. arcybiskup metropolita gnieźnieński i poznański, prymas Polski kardynał Edmund Dalbor wydał dekret erygujący parafię Niepokalanego Poczęcia Najświętszej Maryi Panny w Nowej Wsi Wielkiej, wydzielonej z dotychczasowych parafii: w Lisewie Kościelnym oraz w Pęchowie. Do 1945 r. kościół spełniał jednak nadal funkcję zboru ewangelickiego, podczas gdy katolicy wystawili tymczasową kaplicę i podjęli (od 1933 roku) starania w celu budowy kościoła według projektu arch. Stefana Cybichowskiego. Do kaplicy zakupiono obraz Matki Bożej Niepokalanej pędzla Adama Styki. Podczas II wojny światowej hitlerowcy skonfiskowali materiały budowlane, a kaplicę zamienili na dom partii nazistowskiej.
Po wojnie gmina ewangelicka we wsi przestała istnieć. Opuszczona świątynia poewangelicka została przekazana dla potrzeb parafii katolickiej i 25 marca 1945 r. poświęcona. W 1946 roku zaczęto przeprowadzać prace remontowe i inwestycyjne oraz uzupełniać wyposażenie kościoła. W 1947 r. zelektryfikowano kościół i plebanię, a dwa lata później zakupiono obraz Maryi Niepokalanej autorstwa artysty malarza Olewińskiego z Bydgoszczy, który w złoconej ramie umieszczono w ołtarzu głównym.
W latach 1959–1960 został wykonany główny ołtarz przez bydgoskich artystów Alfonsa Górnego (rzeźby) i Jana Zacholskiego (prace malarskie i pozłotnicze). Po obu stronach obrazu Niepokalanej umieszczono figury św. Kazimierza Królewicza i św. Stanisława Kostki. Ołtarz poświęcił 16 października 1960 r. bp Lucjan Bernacki. W latach 1964–1965 wnętrze kościoła ozdobiono nową polichromią, przedstawiającą Chrystusa Króla adorowanego przez dwóch aniołów oraz osiemnastu świętych i błogosławionych polskich. Sceny figuralne wykonał artysta malarz Kazimierz Drapiewski, zaś dekorację ornamentalną Marian Gierszewski. W późniejszych latach kościół wzbogacał się o nowe obrazy: Najświętszego Serca Pana Jezusa (1967), Matki Boskiej Królowej Polski (1971), Matki Boskiej Częstochowskiej (1972), Miłosierdzia Bożego (1995), Matki Boskiej Nieustającej Pomocy (2002). Na chórze znajdują się funkcjonujące do dziś organy z 1897.
W 1995 r. kościół Niepokalanego Poczęcia NMP w Nowej Wsi Wielkiej wpisano do rejestru zabytków. Od tej pory prowadzono konsekwentnie prace renowacyjne: remont dachu (1996), remont wieży (1999, 2001), odnowienie wyposażenia kościoła (2001), założono ogrzewanie (2001), uruchomiono zegar na wieży kościelnej (2006).

## Architektura
Kościół wzniesiony pierwotnie jako zbór ewangelicko-unijny posiada cechy charakterystyczne dla tego typu świątyń. Styl zewnętrzny odpowiada manierze ceglanego gotyku. Także wnętrze poprzez swój emporowy układ, wyposażenie i elementy wystroju odpowiada stylistyce kościołów ewangelickich.
Przy kościele kończy się 16,9 km żółty szlak turystyczny przez Puszczę Bydgoską im. bł. Czesława Jóźwiaka, jednego z Poznańskiej Piątki polskich męczenników II wojny światowej beatyfikowanych 13 czerwca 1999 przez św. Jana Pawła II. Szlak prowadzi od kościoła NMP Królowej Polski w Brzozie przez nieistniejącą obecnie wieś Łażyn, miejsce urodzenia błogosławionego (gdzie znajduje się głaz z tablicą pamiątkową) i biegnie w kierunku południowym, do Nowej Wsi Wielkiej.